# Metro Station
I Metro Station sono una band alternative rock - emo statunitense.
La band è stata fondata da Mason Musso, cantante, fratello maggiore di Mitchel Musso conosciuto per aver interpretato Oliver nella serie Disney Hannah Montana e Trace Cyrus, seconda voce e chitarrista, fratello maggiore di Miley Cyrus. Trace e Mason si sono conosciuti nel centro commerciale di Los Angeles dove Mason lavorava all'inizio del 2006 proprio mentre i loro due fratelli minori iniziavano a lavorare insieme. In seguito al gruppo si sono aggiunti il bassista Blake Healy e il batterista Anthony Improgo. I quattro hanno composto insieme la canzone Seventeen Forever e l'hanno inserita su Myspace dove è diventata immediatamente uno dei pezzi più scaricati garantendo notorietà alla band che è arrivata alla prima posizione della Best 22 Underground Bands ed è stata notata dalla casa discografica Red Inks che li ha messi sotto contratto dandogli così la consacrazione definitiva. Del primo album la canzone estratta di maggior successo è Shake It che dopo aver scalato le classifiche USA è sbarcata in Europa ottenendo tale successo da spingerli a organizzare un tour internazionale.

## Storia

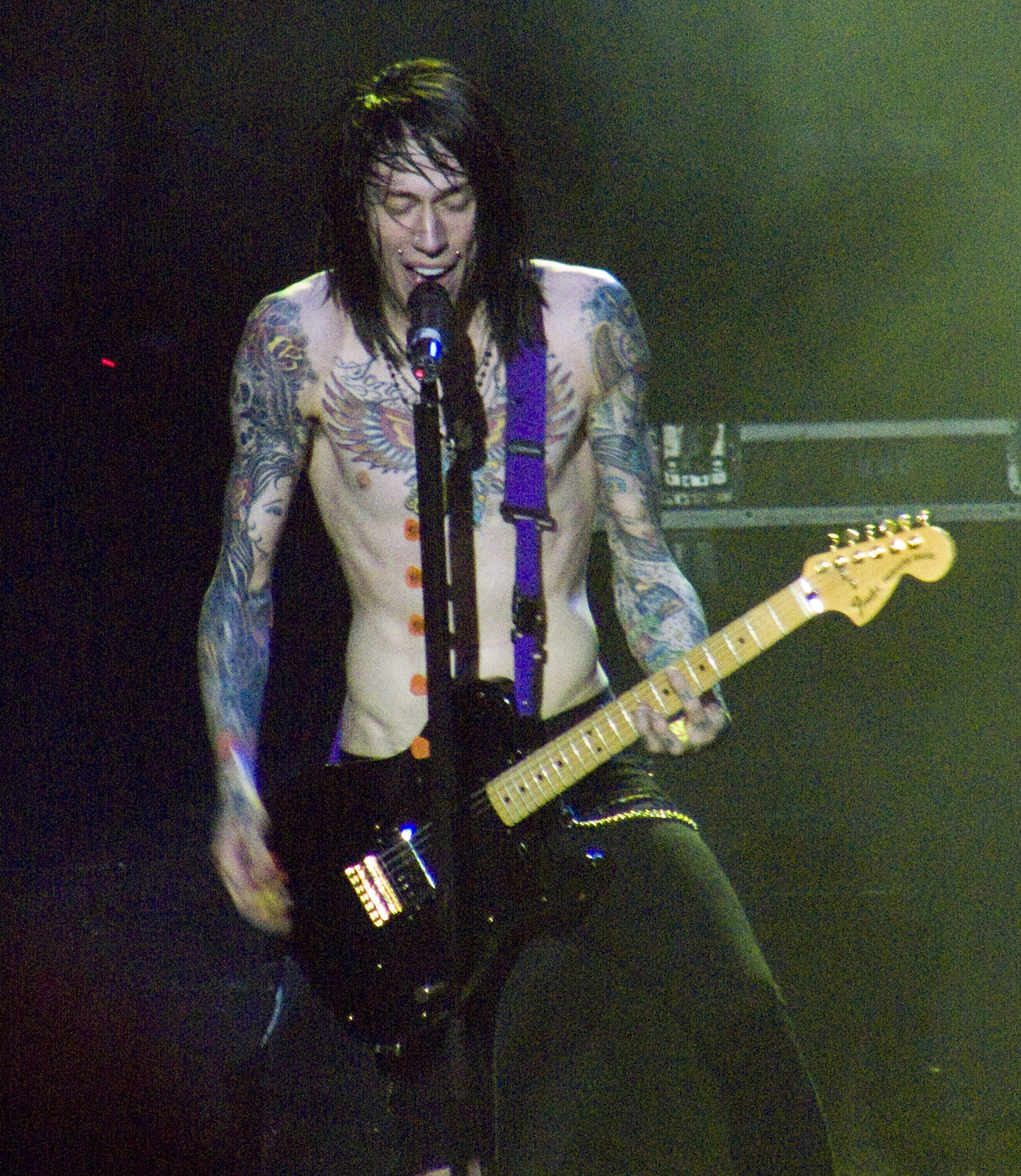
Il frontman del gruppo Trace Cyrus.

Nel 2006 le madri di Trace Cyrus e Mason Musso fecero conoscere i due ragazzi sul set di Hannah Montana. Condividendo gli stessi interessi musicali decisero di creare un gruppo; poco dopo Trace Cyrus ingaggiò Blake Healy dai Sinthetic Joy per farlo diventare il loro pianista, esperto di musica elettronica e bassista. Cyrus diventò chitarrista solista e cantante; Musso il primo cantante e chitarrista ritmico.
I Metro Station attirarono presto le attenzioni del batterista Anthony Improgo, che divenne il loro batterista dopo che ebbero pubblicato il brano Seventeen Forever nella loro pagina di Myspace Music. La popolarità del gruppo crebbe talmente tanto che scalarono la classifica "MySpace Music Unsigned Band".
Sono stati scoperti da un lavoratore interno del programma Walking Eye della Columbia Records e hanno pubblicato il loro album di debutto nel luglio del 2007. Pubblicano poi un EP intitolato Kelsey EP, con un remix della medesima canzone, due pezzi nuovi(Japanese Girl e Time to Play), una versione acustica di Kelsey e la versione originale della stessa canzone. Nel novembre 2009 Blake Healy lascia la band, seguito, poche settimane dopo, dal batterista Anthony Improgo.
Nel 2010 si fanno varie supposizioni sul loro secondo album. Si diceva dovesse uscire a febbraio 2010, col titolo All Is Mine e con una canzone intitolata What I Feel Now come primo singolo. Registrano Where's My Angel, contenuto nel disco Almost Alice, fa parte della colonna sonora del film Alice in Wonderland di Tim Burton.
Trace Cyrus via Twitter ha confermato le voci sulla presunta separazione dei Metro Station, precisando però che continuerà a suonare con un'altra band che si chiamerà Ashland High.

### Ritorno
Il 31 maggio 2011, Mason Musso ha messo su YouTube una canzone chiamata Ain't So High. Mason Musso ha comprato i diritti del nome Metro Station. Musso userà il nome della band per il suo progetto solista.
Il 20 luglio 2011, Mason Musso ha annunciato sul suo Twitter di essere al lavoro sul nuovo album dei Metro Station con l'aiuto di Anthony Improgo e Blake Healy. La data di uscita per il loro nuovo disco è prevista per la fine dell'estate.
Nell'autunno dello stesso anno Mason prende parte ad una puntata di CleverTV dove presenta il nuovo progetto, esibendosi poi con un nuovo brano intitolato I Still Love You. Prende poi il via un mini tour dove la band al completo (Mason, Ant e la new entry Ryan Daly) suona alcune nuove canzoni. Sarà proprio questo mini tour a portare la band ad un'esibizione acustica live sul red carpet degli American Music Award con il brano Everytime I Touch You.
Il 20 dicembre 2011 anche Mason inizia ad utilizzare mussolive, il portale YouTube dove i fratelli Marc e Mitchel caricavano i loro video e le loro canzoni, regalando ai fan una nuova canzone della band: Don't Waste My Time.
Recentemente annunciati da un tweet della sorella di Trace, Miley Cyrus, sono tornati con un nuovo singolo Love & War, pubblicato il 12 agosto 2014.

## Formazione

### Formazione attuale
- Mason Musso - voce, chitarra (2006-2010, 2011-presente)
- Trace Cyrus - chitarra, cori (2006-2010, 2014-presente)
- Marco Danzi - basso, cori (2009-2010, 2011-presente)
- Ryan Daly - tastiere (2011-presente)
- Anthony Improgo – batteria (2006-2009, 2011-presente)

### Ex componenti
- Kenny Bozich - batteria (2009-2010)
- Blake Healy – basso, tastiere, sintetizzatore (2006-2009)

## Discografia

### Album
- 2007 – Metro Station
- 2015 – Savior

### EP
- 2006 – The Questions We Ask at Night
- 2009 – Kelsey the EP
- 2013 – Middle of the Night
- 2014 – Gold

### Singoli
- 2007 – Kelsey
- 2007 – Control
- 2008 – Shake It
- 2008 – Seventeen Forever
- 2009 – Wish we Were Older
- 2009 – Japanese Girl
- 2009 – Last Christmas
- 2010 – Where's My Angel
- 2013 – Every Time I Touch You
- 2014 – Love & War
- 2014 – She Likes Girls

### Altri brani
- 2006 – Make Believe
- 2007 – Dear Hannah
- 2008 – Moving Along
- 2009 – Dead and Gone (cover)
- 2009 – I Don't Wanna Be In Love (Dance Floor Anthem) (cover)
- 2011 – Ain't So High
- 2011 – Closer and Closer
- 2011 – I Still Love You
- 2011 – Run (solo live)
- 2011 – Everytime I Touch You (solo live)
- 2011 – Don't Waste My Time